# János Kalmár
János Kalmár (Budapest, 16 aprile 1942) è un ex schermidore ungherese, vincitore di una medaglia di bronzo nella scherma ai giochi olimpici.